# Aslan Bey Chervachidzé
Aslan Bey Chervachidzé (en géorgien : ასლანბეი შერვაშიძე), ou Aslambek est un prince géorgien qui gouverne l'Abkhazie au début du XIXe siècle. Membre de la dynastie des Chervachidzé, il est le fils du prince Kelech Ahmed Bey à qui il succède à la suite de son assassinat en 1808. Il règne durant une période d'expansion du pouvoir russe en Transcaucasie et est un opposant à un protectorat russe, en faveur de l'Empire ottoman. Cette politique le force à entrer en conflit avec la Mingrélie voisine et l'Empire russe, qui envahit l'Abkhazie en juillet 1810 et détrône Aslan Bey en faveur de son frère chrétien Georges.
Largement populaire auprès des nobles et des tribus abkhazes, ses partisans mènent une guérilla violente contre les forces russes et Aslan Bey retourne lui-même en Abkhazie pour mener des révoltes populaires en 1813, 1822, 1824 et 1830, mais est vaincu à chaque reprise et est obligé de passer le reste de ses jours en Turquie ottomane. L'implication d'Aslan Bey dans le meurtre de son père reste jusque aujourd'hui le sujet de nombreux débats entre historiens.

## Biographie

### Prise du pouvoir
Aslan Bey Chervachidzé nait à une date inconnue dans la seconde moitié du XVIIIe siècle, fils aîné du prince Kelech Ahmed Bey, qui règne sur la principauté géorgienne d'Abkhazie depuis 1789, et sa première épouse, une noble de la puissante famille Dziapch-Ipa. Sa date de naissance est probablement entre 1771 et 1789. Durant son enfance, la situation internationale aux alentours de l'Abkhazie change radicalement avec l'arrivée de la Russie en Transcaucasie comme grande puissance et concurrent à l'Empire ottoman, jusque-là le principal allié de la principauté. Quant au reste de la Géorgie, une certaine stabilité mène à des ambitions de réunification des États géorgiens et une montée en puissance de la principauté voisine de Mingrélie.
Aslan Bey est éduqué au village de Samhouripch auprès des tribus sadzes, dans une région abkhaze hors du contrôle traditionnel des princes locaux. Un musulman sunnite comme son père, il est fortement allié aux éléments pro-ottomans du gouvernement abkhaze dès un jeune âge, ouvrant les portes vers un conflit avec son père quand celui-ci tente un rapprochement délicat avec l'Empire russe en baptisant son second fils, Sefer Bey Chervachidzé, en 1803. Ce rapprochement n'est toutefois que limité et Kelech Ahmed Bey reste officiellement le sujet d'Istanbul.

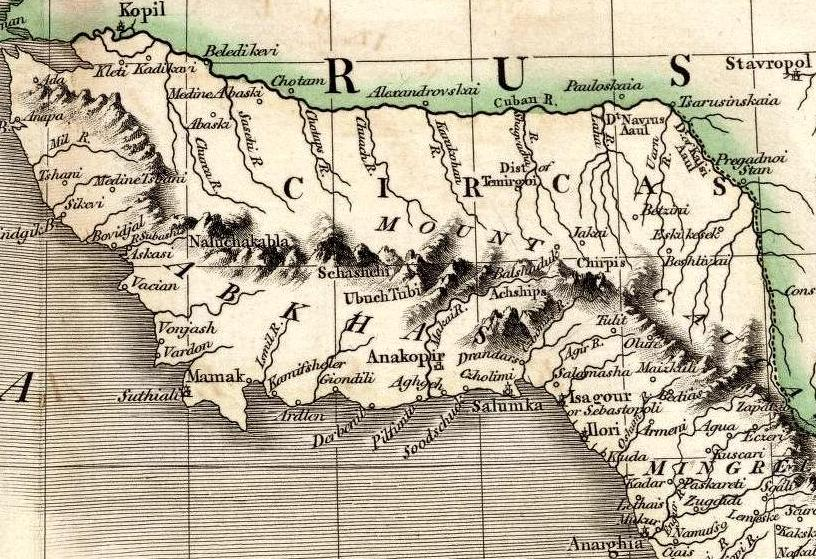
Carte de l'Abkhazie dans les années 1800

Le 2 mai 1808, Kelech Ahmed Bey Chervachidé est assassiné dans la forteresse de Sokhoumi dans des circonstances mystérieuses. L'historiographie impériale russe et soviétique pousse la version qui fait d'Aslan Bey un parricide, assassinant son propre père dans une révolte anti-russe et encouragé directement par les forces ottomanes, en rétaliation de ses ouvertures vers Saint-Pétersbourg. Cette version est de même reconnue comme officielle par les autorités séparatistes actuelles d'Abkhazie, largement influencées par la Russie. Toutefois, l'historien Stanislav Lakoba s'oppose à cette version des faits, accusant la Russie d'avoir été derrière le meurtre de Kelech Ahmed Bey.
Selon Lakoba, les autorités russes transcaucasiennes ont déjà un plan pour renverser Kelech Ahmed Bey et le remplacer par Sefer Bey en tant que prince chrétien et orthodoxe, vassal de la Russie. Cette version parle d'un complot entre Sefer Bey, le général russe Ion Rikgof et la princesse Nino Dadiani, régente de Mingrélie pour assassiner Kelech Ahmed Bey et accuser les éléments pro-turcs soutenant Aslan Bey. Les documents officiels russes suivant la mort du prince décrivent ainsi Kelech Ahmed Bey comme un « servant fidèle de la Russie », malgré la politique ambigue du prince.
Aslan Bey utilise néanmoins la mort de son père pour prendre le trône et est immédiatement reconnu comme souverain légitime par le sultan Moustafa IV, tandis que Sefer Bey prend refuge en Mingrélie auprès de Nino Dadiani.

### Court règne
Aslan Bey s'installe au sein de la forteresse de Sokhoumi et est protégé par une flottille et une garde ottomane. Il tente toutefois d'entrer en négociations avec la Russie, niant avoir été derrière le meurtre de son père, comme le décrit un rapport par le général Rikgof pour le vice-roi Ivan Goudovitch du Caucase : 
« Dans cette mauvaise action, il refuse de reconnaître sa culpabilité sous aucun prétexte, se référant à un complot contre Kelech Ahmed Bey par des étrangers. Jusqu'à présent, je n'ai pas répondu à ses lettres. »
Aslan Bey devient largement populaire auprès de la population d'Abkhazie. Ses frères cadets, notamment Hassan Bey, solidifient son statut comme héritier légitime de Kelech Ahmed Bey auprès de la haute noblesse abkhaze, tandis que son mariage à une princesse sadze garantit le support des tribus d'Abkhazie occidentale. Refusant la domination russe et s'opposant à l'influence mingrélienne, Aslan Bey est aussi soutenu par les Oubikhs et les Adyguéens, des tribus montagnardes circasiennes qui ont traditionnellement échappées au contrôle de Sokhoumi.
Nino de Mingrélie, une alliée loyale à la Russie avec des prétentions sur les routes commerciales passant par l'Abkhazie, garantit à l'empereur Alexandre Ier qu'une capture de Sokhoumi étendera l'empire russe de la Mingrélie jusqu'à la Crimée et en août 1808, Ivan Goudovitch ordonne une invasion de la principauté. Les forces combinées d'Ion Rikgof, Nino Dadiani, Sefer Bey et du prince Manoutchar de Samourzaqano traversent le Kodori en direction de Sokhoumi. Aslan Bey, renforcé par 300 Circassiens et une petite flottille envoyée par le gouverneur ottoman de Poti Koutchouk Bey Chervachidzé, impose une défaite aux forces russes, obligeant Sefer Bey à retourner en Mingrélie.

### Invasion russe
L'Abkhazie devient toutefois de plus en plus stratégiquement important pour les Russes : non seulement la guerre russo-turque de 1806-1812 continue sur la Mer Noire, mais les ambitions impérialistes de Saint-Pétersbourg ont entraîné un conflit en Géorgie occidentale avec le roi indépendantiste Salomon II d'Iméréthie. Sefer Bey fait de nombreux appels au gouvernement russe pour l'aider à renverser Aslan Bey et l'installer comme prince. En octobre 1809, Alexandre Ier reconnaît officiellement Sefer Bey comme l'héritier au trône abkhaze sous le nom de Georges Chervachidzé. Le 17 février, il est officiellement reconnu comme prince d'Abkhazie sous protectorat russe, officialisant les prétentions de la Russie sur l'Abkhazie.
En juin 1810, Georges est chargé de se rendre en Abkhazie pour recevoir les insignes impériales de sa reconnaissance, mais refuse par peur du pouvoir d'Aslan Bey et demande une intervention militaire russe. Alexandre Tormassov, qui gouverne la Géorgie russe et est mécontent du manque de pouvoir du nouveau prince nommé par son gouvernement, ordonne une invasion de l'Abkhazie le 15 juin. Le 8 juillet, le vice-amiral Saritchev arrive aux bords de Sokhoumi avec une flotte venant de Sébastopol et contenant deux frigates, deux cannonières et un navire à 60 canons, ainsi que quatre régiments pour un total de 640 hommes sous le commandement du Lieutenant-Capitaine Dodt.
At 16:00, le siège naval de Sokhoumi commence mais Aslan Bey parvient à les repousser temporairement. Le lendemain, une offensive russe anéantit l'artillerie abkhaze, détruit le reste de la ville et fait couler la flotte ottomane. Au matin du 10 juillet, Dodt et ses troupes débarquent et sont rejoints par les forces terrestres venant de Mingrélie et menées par Georges Chervachidzé. La bataille coûte la vie de 300 Abkhazes et Turcs.
Aslan Bey s'échappe secrètement de la forteresse et prend refuge à Sadzeni, auprès de sa belle-famille, avant de rejoindre Istanbul. Georges est placé sur le trône abkhaze par les forces russes.

### En révolte

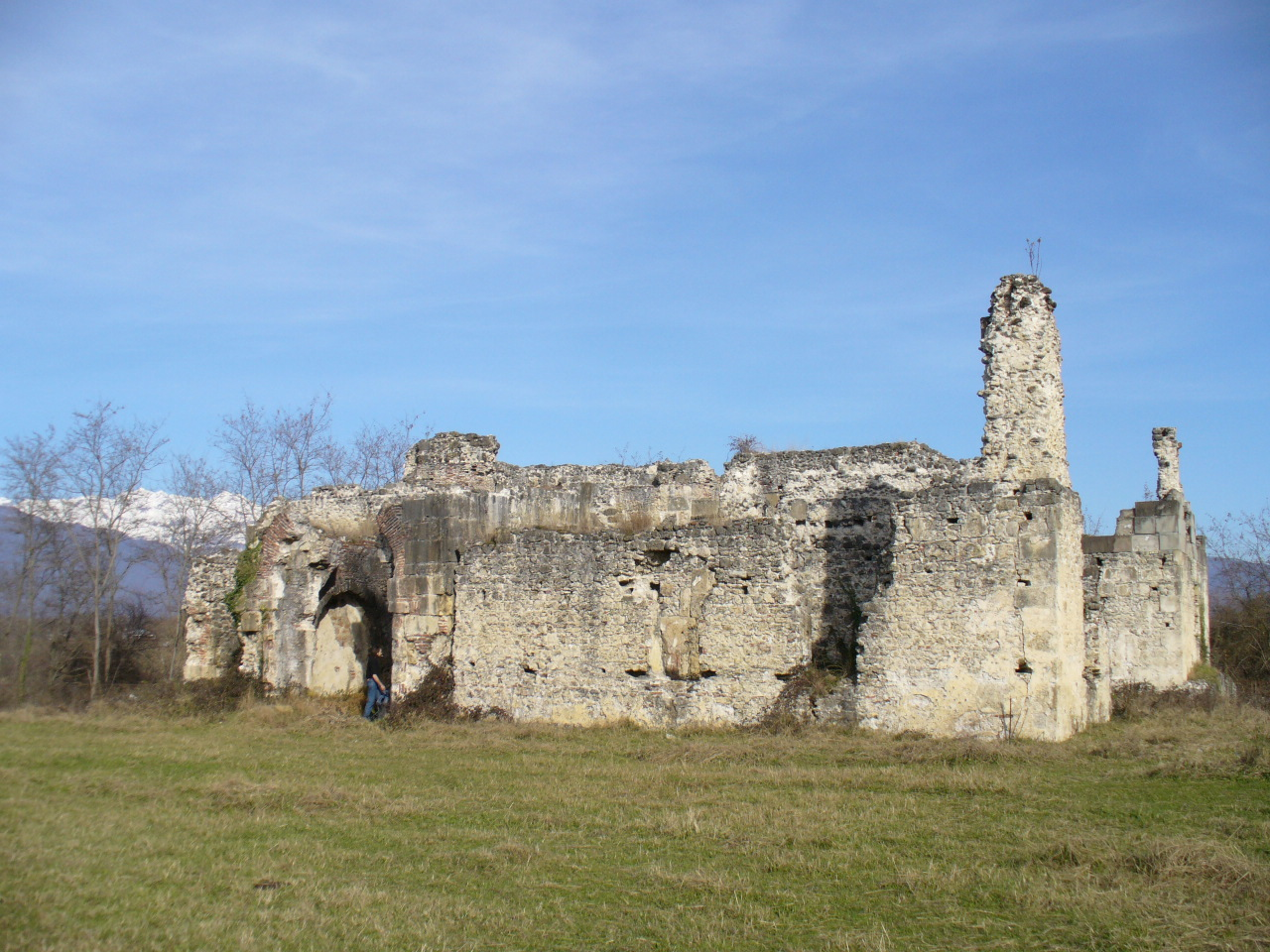
Ruines du palais de Lykhny

Georges ne contrôle que Sokhoumi, quelques forteresses sur la mer Noire et la vallée de Bzyb, tandis que le reste de la région reste sous les mains des partisans d'Aslan Bey. La présence des clans soutenant Aslan Bey dans les régions montagnardes instaure une crainte en Mingrélie d'une resurgence de raids. Les insurgés abkhazes mènent une campagne de terreur sur les supporters de Georges, comme le note un officier russe en 1810 qui décrit un siège permanent de Sokhoumi. En mars 1811, Tormassov ordonne à Georges de prendre en charge la situation, mais son manque de légitimité l'empêche d'étendre son influence hors des bases militaires russes.
Avant la fin de 1810, les forces russes déportent 5 000 Abkhazes en Turquie. Aslan Bey retourne en Abkhazie en juillet 1813 mais est vaincu par Léon V de Mingrélie et retourne à Istanbul. Quand Georges meurt en février 1821, certains tentent de placer Hassan Bey Chervachidzé, frère d'Aslan Bey sur le trône, mais celui-ci est rapidement déporté en Sibérie. En été, Aslan Bey retourne néanmoins en Abkhazie et est accueilli par les tribus sadzes, oubykhes et pchouies, qui capturent ensemble la majorité de la principauté et met siège sur la forteresse de Sokhoumi. Le général russe Mikhaïl Gortchakov confirme Dimitri Chervachidzé, fils de Georges, comme prince d'Abkhazie, l'installe à Lykhny et défait Aslan Bey. Ce dernier retourne une troisième fois en Turquie. Gortchakov détruit une série de villages aux alentours de Sokhoumi en 
représailles.
Le 16 avril 1822, un agent d'Aslan Bey assassine Dimitri et celui-ci est remplacé par Mikheïl Chervachidzé, un autre fils de Georges élevé en Russie. Au printemps de 1824, les partisans d'Aslan Bey se soulèvent encore une fois. Bientôt, une armée de 12 000 Abkhazes venant d'à travers la province se révolte contre la Russie, en réponse à quoi le lieutenant-général Mikhine de Sokhoumi brûle un village. Cet épisode ne fait qu'envenimer la situation et Mikhine est massacré avec sa garde par les Abkhazes en mai, tandis qu'Aslan Bey débarque à Anapa, puis en Abkhazie avec un navire turc. En juin, Aslan Bey met siège sur la résidence princière de Lykhny, défendue par 2 000 soldats russes. Une bataille de deux mois ravage la région jusqu'à l'arrivée d'une flotte russe et d'une cavalerie de 1 300 Mingréliens, qui infligent une défaite à Aslan Bey. Celui-ci se replie dans l'Empire ottoman en août.
En 1830, Aslan Bey retourne une dernière fois en Abkhazie mais est encore une fois vaincu par les Russes et retourne à Istanbul, où il passe le reste de sa vie. Aslan Bey Chervachidzé disparait alors de l'histoire.

## Famille
Aslan Bey Chervachidzé est le fils aîné de Kelech Ahmed Bey Chervachidzé et de sa première épouse, une princesse de la famille Dziapch-Ipa. L'identité de ses épouses reste peu claire mais il est marié au moins deux fois. Sa première épouse est Dida Guetchba, une princesse venant des clans sadzes d'Abkhazie occidentale, possiblement une sœur ou tente du seigneur de guerre Rechid Guetchba, qui se bat contre les Russes dans les années 1860. Celle-ci meurt en 1809 et Aslan Bey épouse la même année une certaine Asma Khanoum, qui serait soit une princesse de la famille Marchania de Tsabali, soit une fille de son cousin Koutchouk Bey Chervachidzé, gouverneur ottoman de Poti.
Il est possible qu'Aslan Bey est eut une primogéniture en Turquie et que ses descendants soient toujours en vie.

## Annexe